# Bicentenaria
Bicentenaria is een geslacht van vleesetende theropode dinosauriërs, behorend tot de groep van de Coelurosauria, dat tijdens het late Krijt leefde in het gebied van het huidige Argentinië. De enige benoemde soort is Bicentenaria argentina.

## Vondst en naamgeving
In 1998 maakte Raúl Spedale, een kwaliteitscontroleur bij een betonbedrijf, met twee vrienden een vistochtje naar het Ezequiel Ramos Mexía-reservoir in de provincie Río Negro. Door een toevallige lage waterstand dat jaar viel er nabij de zuidoostelijke oever van dit stuwmeer een klein eilandje droog. Spedale zag daarop wat botten en klauwen uitsteken en met zijn blote handen en een zakmes groef hij die gedeeltelijk op en nam ze mee naar huis. Hij meende wellicht een uitgestorven zoogdier, zoals een sabeltandtijger, gevonden te hebben en in 1999 en 2000 legde hij op een oppervlakte van slechts dertig bij veertig centimeter met hamer en beitel tot een diepte van een halve meter nog meer beenderen bloot die hij tentoonstelde in een vitrine in zijn woning. Het daarna weer gestegen waterpeil maakte verdere opgravingen onmogelijk. Enthousiast over de vondst droeg hij steeds foto's ervan op zak om die aan anderen te laten zien. Een leraar van een plaatselijke school begreep na het bekijken dat het een unieke ontdekking betrof en bracht Spedale in contact met de paleontoloog Raúl Ortiz. Ortiz concludeerde dat het om een nog onbekende dinosauriërsoort ging en liet de vondsten onderzoeken door een team van het Museo Argentino de Ciencias Naturales.
In 2012 werd de typesoort Bicentenaria argentina benoemd en beschreven door Ortiz, Fernando Novas, Martin Ezcurra, Federico Agnolín en Diego Pol. De geslachtsnaam verwijst naar het tweehonderdjarig bestaan van zowel Argentinië als het museum. De soortaanduiding verwijst naar Argentinië alleen.
De fossielen zijn gevonden in lagen van de Candelerosformatie die dateren uit het Cenomanien, ongeveer vijfennegentig miljoen jaar oud. Het holotype, MPCA 865, bestaat uit de achterkant van een schedel en daaraan verbonden de achterkant van de onderkaken. Het paratype, MPCA 866, is een verzameling losse beenderen van minstens vier individuen, waaronder ook delen van de postcrania. Het omvat: fragmenten van twee praemaxillae met drie paar tanden; een stuk rechterbovenkaaksbeen met een tand; stukken van zeventien ruggenwervels; veertien sacrale wervels; twintig staartwervels; stukken van twee schouderbladen; een bovenste achterhoek van een rechterravenbeksbeen; de bovenkanten van drie ellepijpen; het uiteinde van een spaakbeen; acht handklauwen; stukken van een linkerdarmbeen; vijf bovenste schachten van schaambeenderen; vijf gedeeltelijke dijbeenderen; de bovenkanten van twee linkerscheenbenen; de onderkant van een rechterscheenbeen; een rechtersprongbeen; stukken van vijf middenvoetbeenderen; vijftien teenkootjes, apart daarvan acht voetklauwen en stukken rib.
In totaal zijn naast de schedel honderddertig botten geborgen die samen minstens drie volwassen exemplaren vertegenwoordigen en verschillende jonge dieren. Het is mogelijk dat het holotype, de schedel, in feite toebehoort aan een individu waarvan de overige botten deel uitmaken van restverzameling. De elementen lijken alle toe te behoren aan een enkele soort; niet-theropode botten zijn niet aangetroffen. De beenderen zijn op zich in een goede conditie met een gaaf botoppervlak dat niet geërodeerd is of bijtsporen van aaseters toont. Tijdens het amateuristische opgravingsproces door Spedale is er wel een aantal van gebroken; ook heeft hij geen aantekeningen of foto's gemaakt van hun vondstpositie. Het museum heeft twee skeletmodellen opgesteld.

## Beschrijving

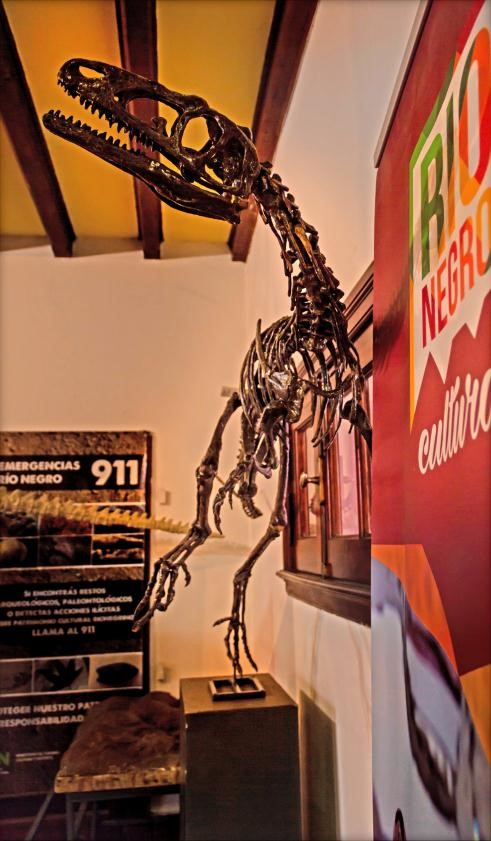
Skeletreconstructie van Bicentenaria in het Museo Provincial Carlos Ameghino.

### Algemene bouw, grootte en onderscheidende kenmerken
Bicentenaria is een vrij kleine tweevoetige roofsauriër waarvan de lichaamslengte geschat is op (tweeënhalve à) drie meter en het gewicht op veertig kilogram.
De beschrijvers wisten enkele onderscheidende kenmerken vast te stellen. De praemaxillaire tanden van de voorste bovenkaak hebben alleen kartelingen aan de basis van de tandkroon. Het quadratojugale heeft een voorste tak die twee maal zo lang is als de opgaande tak. Het quadratum heeft onderaan een buitenste gewrichtsknobbel die veel groter is dan de binnenste. In de onderkaak heeft het surangulare een verheven bovenrand die in zijaanzicht trapezoïdevormig is. Het retroarticulair uitsteeksel aan de achterkant van de onderkaak is afgeplat, overdwars verbreed, en lepelvormig. Het opperarmbeen heeft een bovenkant die van voor naar achter afgeplat is en een onderkant die aan de voorzijde een diepe groeve toont. De handklauwen van de buitenste vingers hebben aan hun achterste bovenkant naar achteren overhangende beenranden.

### Skelet

#### Schedel en onderkaken
De schedelvorm van Bicentenaria valt niet precies vast te stellen. De bewaarde stukken ervan zijn tamelijk robuust. De praemaxilla draagt minstens vier tanden die een cirkelvormige doorsnede hebben. De meeste tanden hebben geen kartelingen maar een tweede rechtertand heeft op de bovenste helft van de voorrand vertandingen. Het bovenkaaksbeen heeft een gladde botstructuur op de buitenkant die verder gekenmerkt worden door een horizontale rij grote aderkanalen. De enige bekende maxillaire tand is sterk afgeplat en heeft kartelingen op zowel de voorrand als de achterrand die helemaal tot aan de spits doorlopen. Die van de achterrand zijn grover. Het jukbeen heeft een gevorkte achterste tak en onderaan een iets zijwaarts gekeerd facet dat bij sluiting van de muil bij de onderkaak aansloot. Het quadratojugale heeft een dunne voorste tak die de opgaande tak sterk in lengte overtreft; bij de meeste verwanten is die juist korter. Daarbij is de opgaande tak op zichzelf niet bijzonder kort, hetgeen resulteert in een groot onderste deel van het onderste slaapvenster. Het quadratum is robuust, zonder pneumatisering en met een klein en hoog geplaatst foramen quadraticum. De binnenste gewrichtsknobbel is sterk gereduceerd, maar half zo breed als de buitenste. De voorste tak van het quadratum is groot maar plaatvormig.
Van de hersenpan is slechts de linkse processus basipterygoideus van het basisfenoïde bekend. Dit uitsteeksel aan de onderkant heeft een diepe en brede pneumatische uitholling, net als bij Stokesosaurus. Ook het verhemelte is slecht vertegenwoordigd. Het ectopterygoïde raakt aan de binnenkant het pterygoïde en heeft een stevig haakvormig uitsteeksel aan de buitenkant, de verbinding met de schedelwand.
Van de onderkaken is de achterkant bekend. De onderkaak heeft vermoedelijk een buitenste zijvenster. Het surangulare heeft een uitstekende en verbrede bovenkant waarin een grote sluitspier paste, de Musculus adductor mandibulae externus. De achterkant van het surangulare heeft een driehoekig profiel, draagt een opstaand uitsteeksel dat het vrij diepe onderste kaakgewricht van achteren omsluit en steekt matig ver naar achteren uit. Het angulare heeft een opvallende ellipsvormige uitholling op de onderkant. Het prearticulare wikkelt zich ten dele om die onderkant heen. Het articulare is robuust, zonder pneumatisering. Het heeft een robuust groot retroarticulair uitsteeksel, het achterste punt van de onderkant dat de vorm heeft van een lepel en schuin naar boven gericht is. Aan de binnenkant heeft het articulare een kleiner uitsteeksel met een inkeping in de bovenkant waardoor een zenuw, de chorda tympani, de kaak kon binnengaan.

#### Postcrania
Van de wervelkolom zijn losse wervels bekend van de rug en de staart en verder sacrale wervels van het heiligbeen. Twee wervels hebben een scherpe kiel op de onderzijde en zijn opisthocoel: bol van voren en hol van achteren. Het gaat dus vermoedelijk om voorste ruggenwervels. Ze hebben aan de zijkanten een pleurocoel, uitholling met pneumatische opening, achter de parapofyse, het gewrichtsvlak met de onderste ribkop. De meeste gevonden ruggenwervels zijn amficoel: aan beide zijden met een hol wervellichaam. Deze hebben geen pleurocoelen maar gebroken exemplaren laten zien dat ze van binnen door grote luchtkamers uitgehold zijn. Hun onderkanten zijn plat. Het langste gevonden heiligbeen bestaat uit een reeks van vier vergroeide wervels; de beschrijvers namen aan dat het totaal aan sacrale wervels in feite vijf bedroeg. De sacrale wervels zijn robuust, niet gepneumatiseerd en hebben overdwars afgeronde onderkanten. De staartwervels hebben geen pleurocoelen maar wel een trog in de lengterichting op hun onderkant, afgegrensd door lage richels. De wervels van de staartbasis dragen lange doornuitsteeksels met op de voor- en achterrand verruwingen voor de aanhechting van pezen. De bases van hun zijuitsteeksels zijn aan de onderkant uitgehold. Bij alle gevonden wervels van de middenstaart zijn de gewrichtsuitsteeksels afgebroken dus het kan niet vastgesteld worden in hoeverre de staart door een verlenging daarvan verstijfd was.
Van de schoudergordel zijn slechts fragmenten bekend. Het schoudergewricht is groot en breed, aan de bovenzijde begrensd door een opstaande rand.
De bovenkant van een opperarmbeen is gevonden. In de interpretatie van de beschrijvers is dit van voor naar achteren afgevlakt in plaats van een sterke uitholling aan de voorkant te hebben, zoals de toestand is bij de meeste theropoden. De voorkant is licht hol en de achterkant licht bol. De binnenhoek van de bovenrand steekt dan driehoekig uit. De gevonden elementen doen vermoeden dat het opperarmbeen niet zeer robuust is. Boven de onderste gewrichtsknobbel voor het spaakbeen bevindt zich een diepe en afgeronde groeve. De ellepijp heeft een zwak ontwikkelde processus olecrani, een bovenste uitsteeksel dat als hefboom dient om de arm te strekken. Van de hand zijn klauwen gevonden die vrij sterk gekromd en zijn en overdwars afgeplat. Sommige klauwen hebben zowel aan de bovenste als onderste achterrand lippen en knobbels als aanhechting voor de strekkende en buigende spieren. De bovenste beenlippen komen zowel bij zeer basale als zeer afgeleide coelurosauriërs voor; omdat dit voorkomen niet algemeen is, namen de beschrijvers aan dat het kenmerk als een autapomorfie, unieke afgeleide eigenschap, van Bicentenaria kon gelden.
Het darmbeen heeft een lage maar duidelijk zichtbare verticale richel boven het heupgewricht. De horizontale richel aan de binnenkant voor de aanhechting van de Musculus caudofemoralis longus is sterk ontwikkeld en iets naar beneden gericht; eronder bevindt zich een uitholling die de beenwand verdunt. Tussen de onderste schaambeenschachten bevindt zich een goed ontwikkelde beenschort die bovenaan de schacht als een scherpe richel begint.

## Fylogenie
Bicentenaria werd door de beschrijvers zeer basaal in de Coelurosauria geplaatst. Volgens een cladistische analyse stond hij boven Tugulusaurus in de stamboom, maar juist onder de Tyrannosauroidea die zelf weer basaler waren dan de Compsognathidae.
In de afstammingsgeschiedenis van de coelurosauriërs zou het bestaan van Bicentenaria twee verschijnselen beklemtonen. Een vermindering van grootte zich tijdens het Mesozoïcum twee minstens keer bij de groep heeft voorgedaan: eenmaal aan de basis en nogmaals bij de afsplitsing van de Paraves. Het tweede fenomeen is dat Gondwana een centrale rol speelde in de radiatie van de coelurosauriërs.

## Levenswijze
Uit het vinden van verschillende exemplaren, waaronder jongen, op een enkele vindplaats hebben de beschrijvers de conclusie getrokken dat Bicentenaria in groepen leefde. Ze interpreteerden de vindplaats niet als een opgedroogde poel waarin bij toeval resten van solitaire individuen geconcentreerd werden, maar als afgezet door een overstroming die een jachtgroep of familiegroep doodde. Ze meenden ook dat overeenkomstige vondsten bij andere theropoden erop wezen dat zo'n levenswijze oorspronkelijk was voor deze diergroep.